# Konami Krazy Racers
Konami Krazy Racers (コナミ ワイワイレーシング アドバンス, Konami Wai Wai Racing Advance) é um jogo de corrida de karts publicado e desenvolvido pela Konami para o console portátil Game Boy Advance. Ele foi primeiramente lançado no Japão e mais tarde na América do Norte e em algumas regiões PAL. Konami Krazy Racers faz uso de uma variedade de personagens e conceitos de várias séries da Konami, incluindo Castlevania, Metal Gear e Gradius. Sua jogabilidade consiste de um estilo baseado no da série Mario Kart, trazendo corrida de karts, oito personagens por circuito e itens ofensivos/defensivos colocados em locais predeterminados das pistas.